# Vela ai XII Giochi del Mediterraneo
La seguente pagina illustra i risultati della vela ai XII Giochi del Mediterraneo.
Per questo sport sono state organizzate le seguenti prove:
- 470 (maschile e femminile)
- Laser (maschile)
- Mistral (maschile e femminile)

per un totale di 5 medaglie d'oro messe in palio.

## Podi

### Uomini
| Evento  | Oro                                 | Perform. | Argento                        | Perform. | Bronzo                                | Perform. |
| Laser   | Francesco Bruni                     | 5.0      | Dimitrios Theodorakis          | 9.0      | Tonci Antunovic                       | 10.0     |
| 470     | Italia Matteo Ivaldi Michele Ivaldi | 4.0      | Italia Paolo Cian Marco Scotto | 7.0      | Francia Olivier Ponthieu David Lanier | 12.0     |
| Mistral | Grecia Nikolaos Kaklamanakīs        | 4.0      | Italia Riccardo Giordano       | 7.0      | Spagna Assier Fernandez               | 9.0      |

### Donne
| Evento  | Oro                                  | Perform. | Argento                         | Perform. | Bronzo                                | Perform. |
| Mistral | Elena Draoulec                       | 13.0     | Mireia Casas                    | 21.0     | Manuela Arcidiacono                   | 31.0     |
| 470     | Spagna Teresa Zabell Patricia Guerra | 16.0     | Spagna Nuria Bover Marta Reynes | 20.0     | Italia Sara Gaudino Francesca Alviani | 27.0     |

## Medagliere
| Posizione | Paese   |   |   |   | Totale |
| --------- | ------- | - | - | - | ------ |
| 1         | Italia  | 2 | 2 | 2 | 6      |
| 2         | Spagna  | 1 | 2 | 1 | 4      |
| 3         | Grecia  | 1 | 1 | 0 | 2      |
| 4         | Francia | 1 | 1 | 0 | 2      |
| 5         | Croazia | 0 | 0 | 1 | 1      |
| Totale    | Totale  | 5 | 5 | 5 | 15     |